# Zmęczenie kryształów
Zmęczenie kryształów – zjawisko zmiany właściwości fizycznych kryształów na skutek działania czynników zewnętrznych. Przykładem zmęczenia kryształów jest spadek wydajności fluorescencji (a co za tym idzie – wydajności scyntylacyjnej) po długotrwałym naświetlaniu ich promieniowaniem jonizującym (rentgenowskim, promieniowaniem γ, α lub β). Spadek ten przejawia się w zmniejszeniu amplitudy impulsów, nie ma natomiast wpływu na liczbę scyntylacji. Zmiana wydajności ma charakter trwały. Na skutek zmęczenia kryształy zmieniają swoją barwę, zazwyczaj brązowieją.

## Spadek amplitudy scyntylacji
Doświadczenia przeprowadzone przez J.B. Birksa, Blacka i Kreutza w latach 1950–1952 wykazały, że amplituda impulsów scyntylacji {\displaystyle S} zmienia się zgodzie z zależnością
{\displaystyle {\frac {A}{A_{0}}}={\frac {1}{1+DN}},}
gdzie:
{\displaystyle A_{0}} – początkowa amplituda impulsu w niezmęczonym krysztale,
{\displaystyle N} – całkowita liczba cząstek lub kwantów promieniowania jonizującego zaabsorbowanych przez kryształ,
{\displaystyle D} – czynnik zależny od rodzaju promieniowania i rodzaju kryształu.
Z doświadczeń wynika, że w przypadku kryształu antracenu naświetlanego promieniowaniem α, które pochodzi z rozpadu 210Po, parametr {\displaystyle D=10^{-11},} natomiast dla tego samego kryształu wyeksponowanego na promieniowanie β o maksymalnej wartości 4 keV, {\displaystyle D=10^{-14},} co oznacza, że w drugim przypadku zmęczenie jest znacznie wolniejsze.
Zmniejszenie amplitudy scyntylacji powoduje, że liczniki scyntylacyjne mają ograniczoną żywotność.

## Przyczyny zmęczenia kryształów
Główną przyczyną zmęczenia kryształów są zmiany chemiczne powodujące powstawanie zanieczyszczeń tłumiących fluorescencję. W mniejszym stopniu wiąże się z nim również zmniejszenie przezroczystości kryształu.